# Décès en 1030
Décès
- 1026
- 1027
- 1028
- 1029
- 1030
- 1031
- 1032
- 1033
- 1034

Cette page dresse une liste de personnalités mortes au cours de l'année 1030 :
- 10 janvier : Thietmar, margrave de la Marche de l’Est saxonne.
- 31 janvier : Guillaume V d'Aquitaine, également appelé Guillaume III de Poitiers, dit le Grand.
- février : Ahmad b. Muhammad b. Ya'qûb, dit Abû 'Alî, surtout connu sous le nom de Miskawayh ou Ibn Miskawayh, homme d'État, philosophe, historien, savant et bibliothécaire iranien.
- 21 février : Ogive de Luxembourg, comtesse de Luxembourg et de Moselle, comtesse de Flandre.
- 10 mars : Welf II d'Altdorf, comte souabe membre de l'ancienne lignée des Welfs.
- 30 avril : Mahmûd de Ghaznî.
- 21 juin : Ahmad ibn Muhammad ibn Darray al-Qastalli, poète andalou[1].
- Juillet : Bjørn Stallare (en), diplomate norvégien.
- 19 juillet : Adalbéron, évêque de Laon (ou un 27 janvier, vraisemblablement en 1031).
- 29 juillet : Olaf II de Norvège, à la bataille de Stiklestad en tentant de reprendre son royaume conquis par Knut le Grand (Canut).
- 17 août : Ernest II, duc de Souabe.

- Æthelwine d'Abingdon (en), abbé d'Abingdon.
- Al-Mu’id li-Din Illah (en), imam yéménite.
- Cú Mara mac Maic Liac (en), poète irlandais.
- Gauzlin de Fleury, abbé de Fleury et archevêque de Bourges.
- Gormflaith ingen Murchada, princesse de Leinster.
- Håkon Eiriksson, jarl et gouverneur de Norvège.
- Joachim le Korsunian (en), évêque de Novgorod.
- Krešimir III de Croatie (en), roi de Croatie.
- Romanus (en), évêque de Poznań.
- Skapti Þóroddsson (en), lögsögumad et scalde, islandais.
- Tadg in Eich Gil, roi de Connacht.
- Torstein Knarresmed (en), constructeur de navires norvégien.

## Crédit d'auteurs
- Cet article est partiellement ou en totalité issu de l'article intitulé « 1030 » (voir la liste des auteurs).